# Kumococius
Kumococius is een monotypisch geslacht van straalvinnige vissen uit de familie van platkopvissen (Platycephalidae).

## Soort
- Kumococius rodericensis Cuvier, 1829